# Сплесень

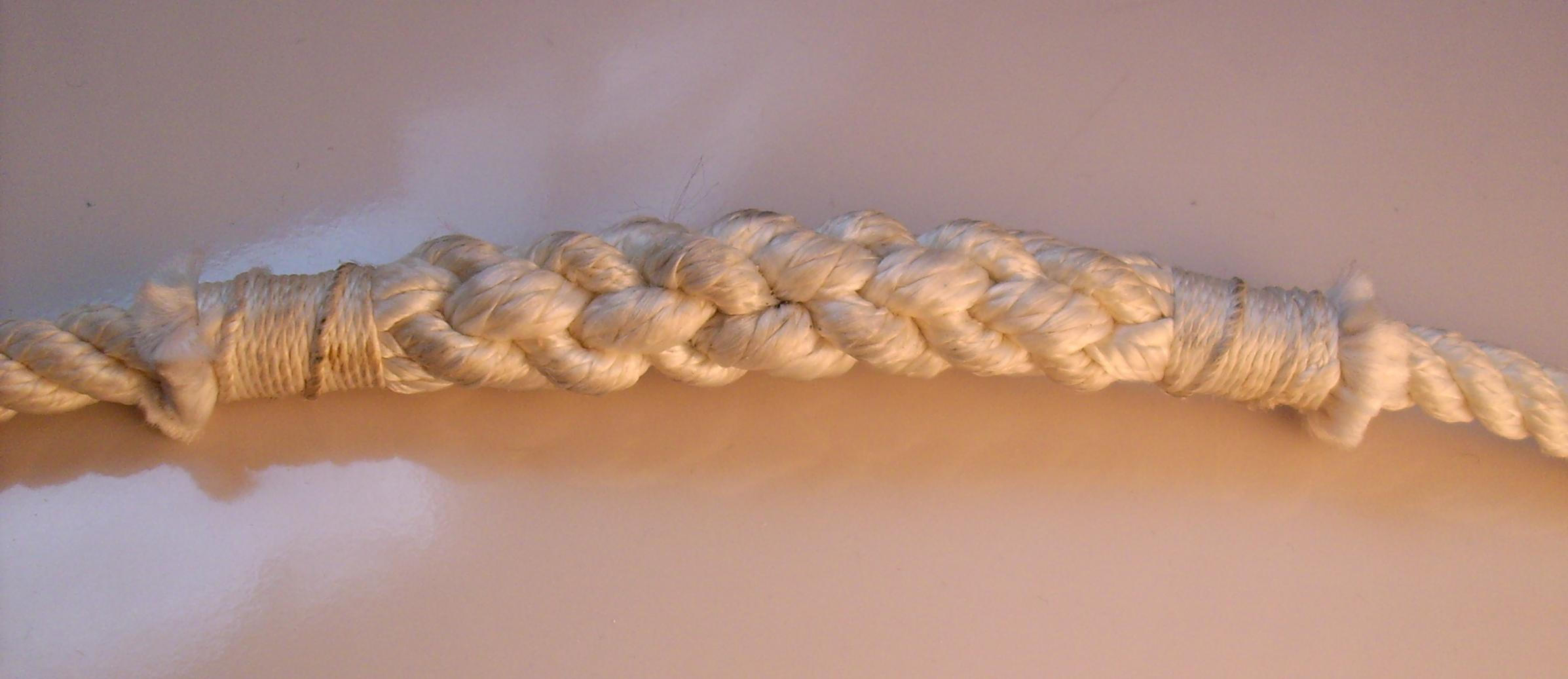
Короткий сплесень

Сплесень (від нід. splitsen — «сплітати») — спосіб зрощування різних синтетичних, рослинних, сталевих тросів шляхом переплетення їх сталок без зламування троса. Таке з'єднання при правильному виготовленні має вищу міцність, ніж вузол.
Розрізняють:
- Довгий сплесень — вимагає більшої витрати троса; незначно збільшує діаметр троса.
- Короткий сплесень — суттєво збільшує діаметр троса, але утворює значно міцніше з'єднання.

Подібним чином робляться огон і кноп.